# Вертлино
Вертлино — деревня в Московской области России. Входит в городской округ Солнечногорск. Население — 127 чел. (2010).

## География
Деревня Вертлино расположена на севере Московской области, в северной части округа, на берегу Сенежского озера, примерно в 5 км к северу от центра города Солнечногорска, с которым связана прямым автобусным сообщением. В деревне 9 улиц, приписано 1 садоводческое товарищество. Ближайшие населённые пункты — посёлок Смирновка, деревни Загорье и Осипово.

## Население
| 1852 | 1859 | 1890 | 1899 | 1926 | 1932 |
| ---- | ---- | ---- | ---- | ---- | ---- |
| 235  | ↗265 | ↗267 | ↘264 | ↗342 | ↗403 |
| 1993 | 1998 | 2002 | 2010 |      |      |
| ↘127 | ↘116 | ↘96  | ↗127 |      |      |

## История
Первые упоминания о Вертлинском на реке Сестре встречаются в летописях 1570 года, когда оно уже было селом и принадлежало Кирилло-Белозерскому Успенскому монастырю, которому было пожертвовано царём Иоанном Васильевичем вместе с деревнями и пустошами.

В селе Вертлинском изстари находилась церковь св. чудотворца Кирилла, которая была разорена, вероятно, в начале XVII столетия. В писцовых книгах по Дмитровскому уезду за 7135—7137 гг. говорится: в Лутосенском стану вотчина Кирилло-Белоозерскаго монастыря пустошь, что было село, Вертлинское, а на пустоши место церковное, где была церковь Кирилла чудотворца, пашни церковной, худой земли, перелогом и лесом поросло, 12 чети в поле, а в дву потомуж, сена 60 копен.— Исторические материалы о церквах и селах XVI—XVIII ст.
В дальнейшем на той пустоши были поселены крестьяне и около 1676 года на старом церковном месте была построена новая деревянная церковь архангела Михаила.
В 1825—1840 гг. в селе выстроена кирпичная однокупольная Михаилоархангельская церковь в стиле ампир с колокольней и небольшой трапезной с приделом Кирилла Белозерского. Является памятником архитектуры регионального значения.

Вертлинское, село 1-го стана, Государственных Имуществ, 117 душ мужского пола, 118 женского, 1 церковь, 37 дворов, Сельское Управление, 61 верста от столицы, 20 от уездного города, близ шоссе.— Нистрем К. Указатель селений и жителей уездов Московской губернии, 1852 г.
В «Списке населённых мест» 1862 года — казённое село 1-го стана Клинского уезда Московской губернии по левую сторону Санкт-Петербурго-Московского шоссе от города Клина к городу Москве, в 19 верстах от уездного города и 5 верстах от становой квартиры, при пруде и колодцах, с 32 дворами, православной церковью и 265 жителями (128 мужчин, 137 женщин).

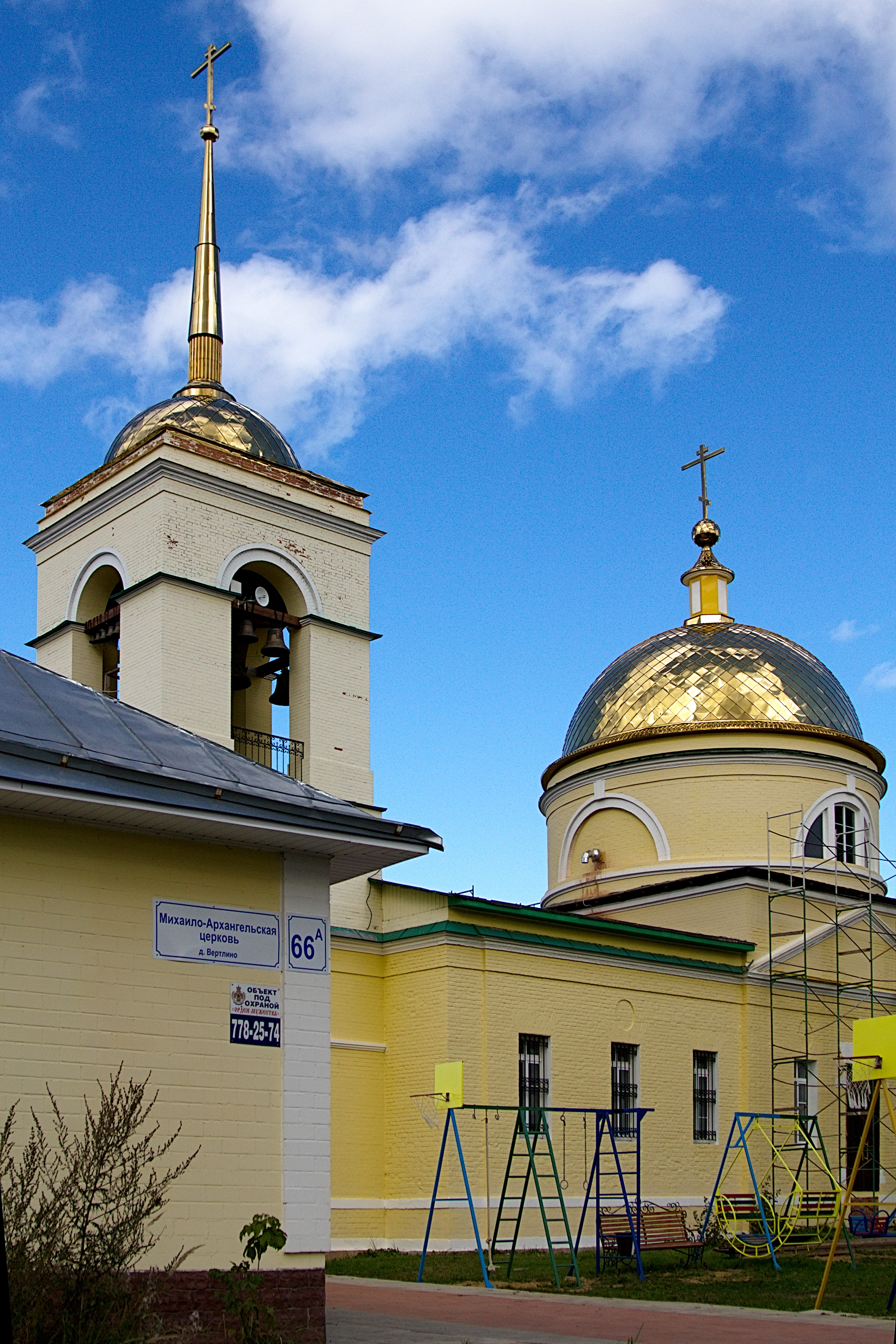
Михаило-Архангельская церковь

По данным на 1890 год — село Солнечногорской волости Клинского уезда с 267 душами населения, в 1899 году село являлось центром Вертлинской волости Клинского уезда, в нём размещалось волостное правление, имелись 1-классная и 2-классная церковно-приходские школы, проживало 264 жителя.
В 1913 году — 54 двора, волостное правление, квартира урядника, церковно-приходская школа.
По материалам Всесоюзной переписи населения 1926 года — центр Вертлинского сельсовета Вертлинской волости Клинского уезда в 5,3 км от станции Подсолнечная Октябрьской железной дороги, проживало 342 жителя (167 мужчин, 175 женщин), насчитывалось 67 хозяйств, среди которых 63 крестьянских, имелась школа.
С 1929 года — населённый пункт в составе Солнечногорского района Московского округа Московской области. Постановлением ЦИК и СНК от 23 июля 1930 года округа как административно-территориальные единицы были ликвидированы.
1929—1957, 1960—1963, 1965—1994 гг. — центр Вертлинского сельсовета Солнечногорского района.
1957—1960 гг. — центр Вертлинского сельсовета Химкинского района.
1963—1965 гг. — центр Вертлинского сельсовета Солнечногорского укрупнённого сельского района.
С 1994 до 2006 гг. деревня была центром Вертлинского сельского округа Солнечногорского района.
С 2005 до 2019 гг. деревня являлась центром Смирновского сельского поселения Солнечногорского муниципального района. Один из двенадцати волнистых клиньев, изображённых на гербе и флаге сельского поселения, символизирует деревню Вертлино, как входившую в число крупных населённых пунктов муниципального образования.
С 2019 года деревня входит в городской округ Солнечногорск, в рамках администрации которого относится с территориальному управлению Смирновское.